# 1789 Dobrovolsky
Az 1789 Dobrovolsky (ideiglenes jelöléssel 1966 QC) a Naprendszer kisbolygóövében található aszteroida. Ljudmila Csernih fedezte fel 1966. augusztus 19-én. Nevét a hősi halált halt Georgij Dobrovolszkij szovjet űrhajósról kapta.